# Cymande
Cymande fue una banda formada en Londres por varios músicos y artistas procedentes de Jamaica y la antigua Guayana inglesa a principios de los setenta. El nombre, Cymande, proviene de una palabra calypso que simboliza la paz y el amor. El grupo desarrolló un sonido complejo mezcla de distintas raíces africanas y afroamericanas como el jazz, el calypso, el funk o el soul así como sonidos europeos y norteamericanos del momento como el rock. Actualmente, Cymande se considera uno de los experimentos musicales del funk más complejos y sofisticados de cuantos existieron en la década de 1970. A mediados de esa década, los miembros del grupo tomaron cada uno su camino y se disolvieron como formación en 1974. 20 años más tarde, su música comenzó a proporcionarles realmente beneficios, al volverse bastante popular y recurrente en diversos samplers. Sobre todo, estas recientes ventas fueron propiciadas por la vorágine coleccionista de aficionados al funk y de DJ's en busca de bases. Posiblemente, el tema más conocido de Cymande es Bra, que fue utilizado por el grupo de Hip hop norteamericano De La Soul. 

## Carrera
Cymande fue descubierto casualmente por un productor británico, John Schroeder, durante una actuación del grupo en un pub londinense. Al parecer, estaba prevista una actuación de un grupo de rock, pero fue cancelada en el último momento. En seguida atrajo la atención del productor, quien promocionó su primera grabación, el sencillo The Message, que fue lanzado a través de Janus Records, una división comercial de Chess Records. Esto propició el lanzamiento, al año siguiente, de su primera gran grabación, de título homónimo.
Cymande viajó a Nueva York tras el éxito de su primer LP y comenzaron una gira por Estados Unidos junto a Al Green. También dieron varios conciertos junto al conjunto de funk latino Mandrill. Llegaron a actuar en salas muy importantes como en la Apollo de Nueva York o en el programa Soul Train de un canal de Chicago. 
La banda publicó tres disco bajo el sello de Janus, pero su último álbum, Promised Heights (que mostraba el sonido distintivo de la banda desarrollado a raíz del funk y el jazz) no fue lanzado en Estados Unidos, curiosamente, el país donde habían cosechado sus primeros grandes éxitos. 
Los antiguos miembros de la banda se reunieron en Brighton (Reino Unido), en mayo de 2006 para un concierto durante las noches del UK Funk All-Stars en el Corn Exchange, que formaban parte del festival de Brighton.

## Miembros
- Ray King - Voz, percusión
- Steve Scipio - Bajista
- Derek Gibbs - Saxo soprano, saxo alto
- Pablo Gonsales - Congas
- Joey Dee - Voces, percusión
- Peter Serreo - Saxo tenor
- Sam Kelly - Batería
- Mike Rose - Saxo alto, flauta, bongos
- Patrick Patterson - Guitarra
- Jimmy Lindsey - Voces y percusión (en el álbum Promised Heights)

## Discografía
- 1972 - Cymande
- 1973 - Second Time Around
- 1974 - Promised Heights
- 2004 - Renegades of Funk (Best Of Anthology)
- 2007 - Promised Heights (reissue compilation)